# Jay Eaton
Jay Eaton (Union, 17 marzo 1899 – Hollywood, 5 febbraio 1970) è stato un attore statunitense.

## Biografia
Nato il 17 marzo 1899 a Union, nel New Jersey, Eaton entrò nell'industria cinematografica con un ruolo da protagonista nel film muto del 1920 Her First Elopement . Nel corso dei seguenti 32 anni, secondo alcune fonti, sarebbe apparso in quasi 200 film, di solito in ruoli minori non accreditati o come sfondo aggiuntivo. 
Nel corso della sua carriera, è apparso in molti film importanti, tra cui Figlia d'arte (1933), La gloria del mattino (1933), Una notte all'opera (1935), È arrivata la felicità (1936), Fascino (1944), Rapsodia in blu (1945), Milioni in pericolo (1945), Il grande sonno (1946), La dalia azzurra (1946), Preferisco la vacca (1946), The Fuller Brush Man (1948), La fonte meravigliosa (1949), e Chimere (1950). La sua ultima apparizione fu nel film Gli occhi che non sorrisero (1952) di William Wyler, con Laurence Olivier e Jennifer Jones. 
Eaton morì il 5 febbraio 1970, all'età di 70 anni, e fu sepolto al Forest Lawn Memorial Park di Glendale, in California.

## Filmografia parziale

### Cinema
- Her First Elopement, regia di Sam Wood (1920)
- Where Lights Are Low, regia di Colin Campbell (1921)
- The Noose, regia di John Francis Dillon (1928)
- Lady Be Good, regia di Richard Wallace (1928)
- Three-Ring Marriage, regia di Marshall Neilan (1928)
- Man-Made Women, regia di Paul L. Stein (1928)
- L'albergo delle sorprese (Synthetic Sin), regia di William A. Seiter (1929)
- Amore bendato (Children of Pleasure), regia di Harry Beaumont (1930)
- Sunny, regia di William A. Seiter (1930)
- The Last Flight, regia di William Dieterle (1931)
- Faithless, regia di Harry Beaumont (1932)
- L'amore è un'altra cosa (Cocktail Hour), regia di Victor Schertzinger (1933)
- Figlia d'arte (Stage Mother), regia di Charles Brabin (1933)
- Il giocatore (Grand Slam), regia di William Dieterle (1933)
- Gli amori di Benvenuto Cellini (The Affairs of Cellini), regia di Gregory La Cava (1934)
- La moglie riconquistata (To Mary - with Love), regia di John Cromwell (1936)
- La donna del giorno (Libeled Lady), regia di Jack Conway (1936)
- Michael O'Halloran, regia di Karl Brown (1937)
- Mia moglie cerca marito (Second Honeymoon), regia di Walter Lang (1937)
- Blondie Plays Cupid, regia di Frank R. Strayer (1940)
- It Happened in Flatbush, regia di Ray McCarey (1942)
- Tutti pazzi (It's in the Bag!), regia di Richard Wallace (1945)
- È tempo di vivere (Let's Live a Little), regia di Richard Wallace (1948)
- Gli occhi che non sorrisero (Carrie), regia di William Wyler (1952)